# Tractor-Konfiguration

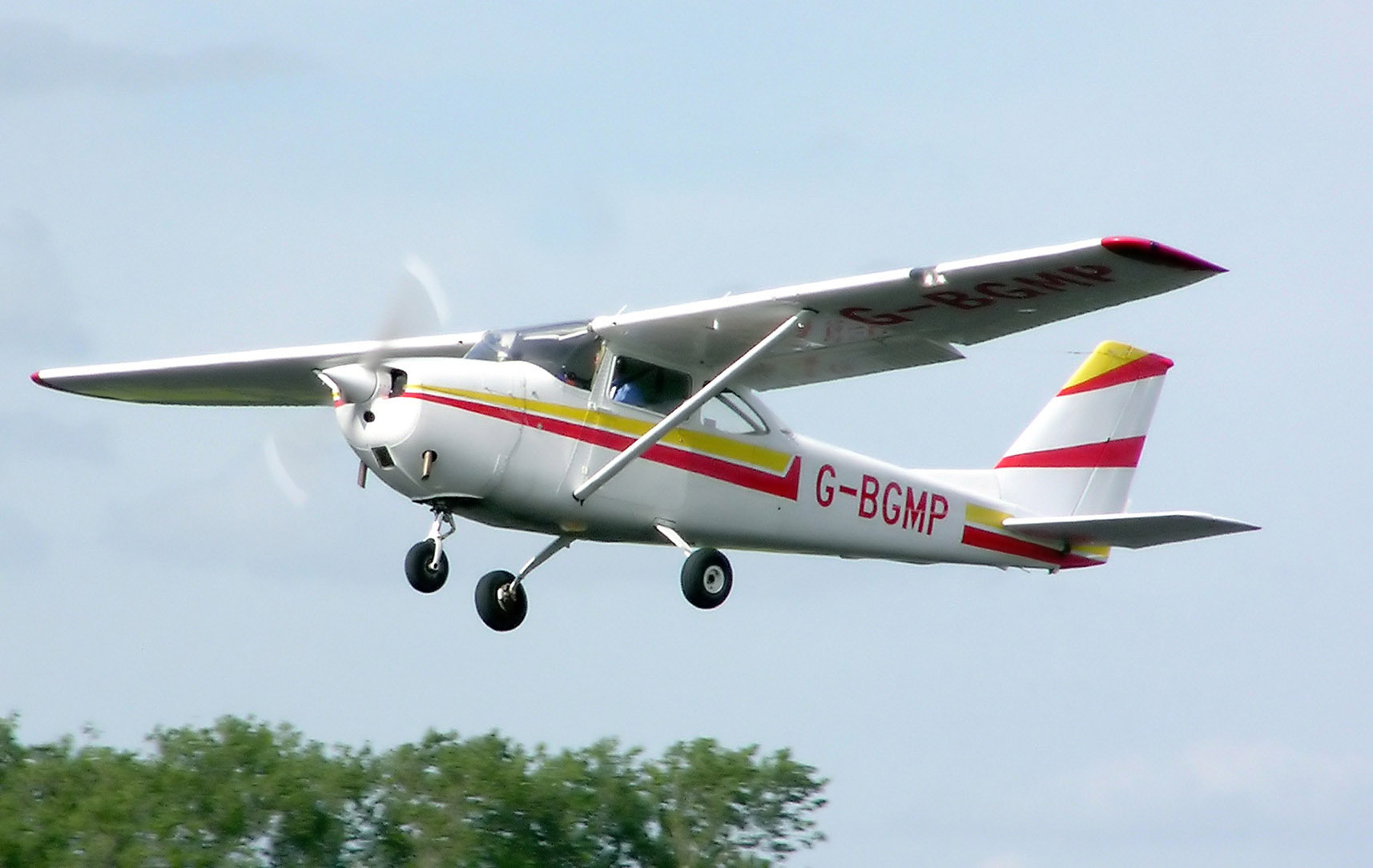
Die Cessna 172, ein Flugzeug mit Tractor-Konfiguration.

Die Tractor-Konfiguration bezeichnet eine Antriebsbauweise, bei der die Propeller vor dem Triebwerk zu finden sind. Dies kann bei allen Verkehrsmitteln der Fall sein, die mit Propeller(n) betrieben werden (Flugzeuge, Luftkissenfahrzeuge, Luftschiffe etc.). Heute ist es die verbreitetste Antriebsbauweise. Fahrzeuge, die mit der Tractor-Konfiguration ausgerüstet sind, werden auch Tractors genannt.
Im Rahmen von Open-Rotor-Mantelstromtriebwerken wird statt von einer Tractor- mitunter auch von einer Puller-Konfiguration gesprochen.

## Vorteile
Die Tractor-Konfiguration bietet bei Luftfahrzeugen folgende Vorteile:
- Dadurch, dass bei dieser Bauweise der Antrieb ganz vorne am Flugzeug angebracht ist, ergibt sich für das Flugzeug eine größere Stabilität.[3]
- Dadurch, dass der Antrieb vorne und deshalb in Sichtweite des Piloten angebracht ist, kann dieser schneller auf eventuelle Motorprobleme wie zum Beispiel ein Ölleck oder Rauchentwicklung aufmerksam werden.[3]

## Push-Pull
Die Kombination von Pusher- und Tractor-Konfiguration wird als Push-Pull bezeichnet.